# Constructions mécaniques de Normandie
Pour les articles homonymes, voir CMN.
Les Constructions mécaniques de Normandie (CMN) est une entreprise de construction navale, spécialisée dans les bâtiments militaires, mais également les yachts, filiale du groupe CMN Naval.
Historiquement implantée à Cherbourg (Cherbourg-Octeville en 2000, puis Cherbourg-en-Cotentin en 2016), son siège social est à Paris. Elle dispose également de chantiers en Grande-Bretagne, à Newcastle et Lowestoft.
La société est depuis 1992 une filiale de CMN Naval, anciennement Privinivest, le groupe de l'homme d'affaires franco-libanais Iskandar Safa.

## Historique
Les chantiers ont été fondés en 1946 par Félix Amiot, qui avait fait carrière dans la conception aéronautique durant l'entre-deux-guerres, sur les bases des chantiers Amiot.
Les CMN ont d'abord construit des dragueurs de mines classe Sirius et Mercure puis 5 chasseurs de mines classe Circé. Puis ils ont bâti leur renommée sur les vedettes de classe Combattante (navires rapides de combat) et les patrouilleurs classe Vigilante (navires de surveillance), aidés en cela par l'épisode des vedettes de Cherbourg. L'idée d'Amiot était en effet de créer des bâtiments de combat légers, rapides et puissamment armés. Les CMN ont construit en 40 ans quelque 129 patrouilleurs et corvettes pour une vingtaine de marines. Les douze vedettes de Cherbourg ont été lancées par CMN entre le 11 avril 1967 et le 16 décembre 1969.
En 2008, les CMN présentent, en partenariat avec Veolia, un projet pour la concession du port de commerce de Cherbourg, mais l'alliance entre la Chambre de commerce et Louis Dreyfus Armateurs lui est privilégiée par Ports Normands Associés, propriétaire et autorité portuaire du port de Cherbourg.
Le 28 septembre 2012, les CMN sont condamnées en appel à Caen à indemniser le « préjudice d'anxiété » de 10 anciens salariés exposés à l'amiante.
Les chantiers livrent à l'Arabie saoudite deux navires de guerre en juillet 2019.

## Chantier
À Cherbourg, ses chantiers s'étalent sur 150 000 m2, dont un tiers de surface couverte. Le chantier est situé à proximité d'un système de mise à l'eau Synchrolift de 90 mètres de long pour 27 mètres de large et d'une capacité de 3 500 tonnes, appartenant à Ports Normands Associés.
Un projet de nouveau chantier est envisagé. Une décision sera prise fin 2015.

## Chiffres clés 2020
- SAS au capital de 20 000 000 €
- Chiffre d'affaires : 156 491 300 € ; (102 206 329 € en 2019)
- Résultat net : 15 225 800 € ; (1 086 552 € en 2019 ; 2 960 800 € en 2017)
- Effectifs : 394 salariés